# Saropogon incisuratus
Saropogon incisuratus är en tvåvingeart som beskrevs av Wulp 1899. Saropogon incisuratus ingår i släktet Saropogon och familjen rovflugor.
Artens utbredningsområde är Sydjemen. Inga underarter finns listade i Catalogue of Life.